# Переволочан
Переволоча́н (рос. Переволочан, башк. Переволочан) — село у складі Хайбуллінського району Башкортостану, Росія. Входить до складу Татир-Узяцької сільської ради.
Населення — 67 осіб (2010; 109 в 2002).
Національний склад:
- башкири — 86%